# Nermina
Nermina je žansko osebno ime.

## Različice imena
- ženske oblike imen: Nerimana, Nermana
- moške oblike imena: Nermin, Nerman, Neriman

## Izvor imena
Ime Nermina je izpeljanka iz muslimanskega imena Nermin in pomeni »hrabra, junaška, neustrašna«.

## Pogostost imena
- Leta 1994 je bilo po podatkih iz knjige Leksikon imen Janeza Kebra v Sloveniji 98 nosilk tega imena, medtem ko pa ostale oblike imena niso bile v uporabi. To ime se je uvrstilo glede na število rojenih na 534 mesto :)
- Po podatkih Statističnega urada Republike Slovenije je bilo na dan 31. decembra 2007 v Sloveniji število ženskih oseb z imenom Nermina: 152.[2]